# Tapinanthus sessilifolius
Tapinanthus sessilifolius là một loài thực vật có hoa trong họ Loranthaceae. Loài này được (P.Beauv.) Blume miêu tả khoa học đầu tiên năm 1830.